# ستيف ونايت
ستيف ونايت (بالإنجليزية: Steve Knight)‏ هو ضابط شرطة وسياسي أمريكي، ولد في 17 ديسمبر 1966 في قاعدة إدواردز الجوية في الولايات المتحدة. حزبياً، نشط في الحزب الجمهوري.

## مناصب
- في انتخابات مجلس النواب الأمريكي 2014 [الإنجليزية]‏، انتخب عضو مجلس النواب الأمريكي عن دائرة California's 25th congressional district [الإنجليزية]‏ وقد انضم خلال فترته النيابية [الإنجليزية]‏ (6 يناير 2015 – 3 يناير 2017) للكتلة البرلمانية الحزب الجمهوري.
- في انتخابات مجلس النواب الأمريكي 2016، انتخب عضو مجلس النواب الأمريكي عن دائرة California's 25th congressional district [الإنجليزية]‏ وقد انضم خلال فترته النيابية [الإنجليزية]‏ (3 يناير 2017 – 3 يناير 2019) للكتلة البرلمانية الحزب الجمهوري.
- انتخب Minority leader [الإنجليزية]‏ (2010 – 2012).
- انتخب عمدة.
- انتخب عضو  [لغات أخرى]‏ (2005 – 2008).
- انتخب عضو مجلس النواب الأمريكي (2015 – ).
- انتخب عضو مجلس ولاية كاليفورنيا (2012 – 2014).
- انتخب عضو جمعية ولاية كاليفورنيا (2008 – 2012).

## وصلات خارجية
- الموقع الرسمي